# Ilka Wolf

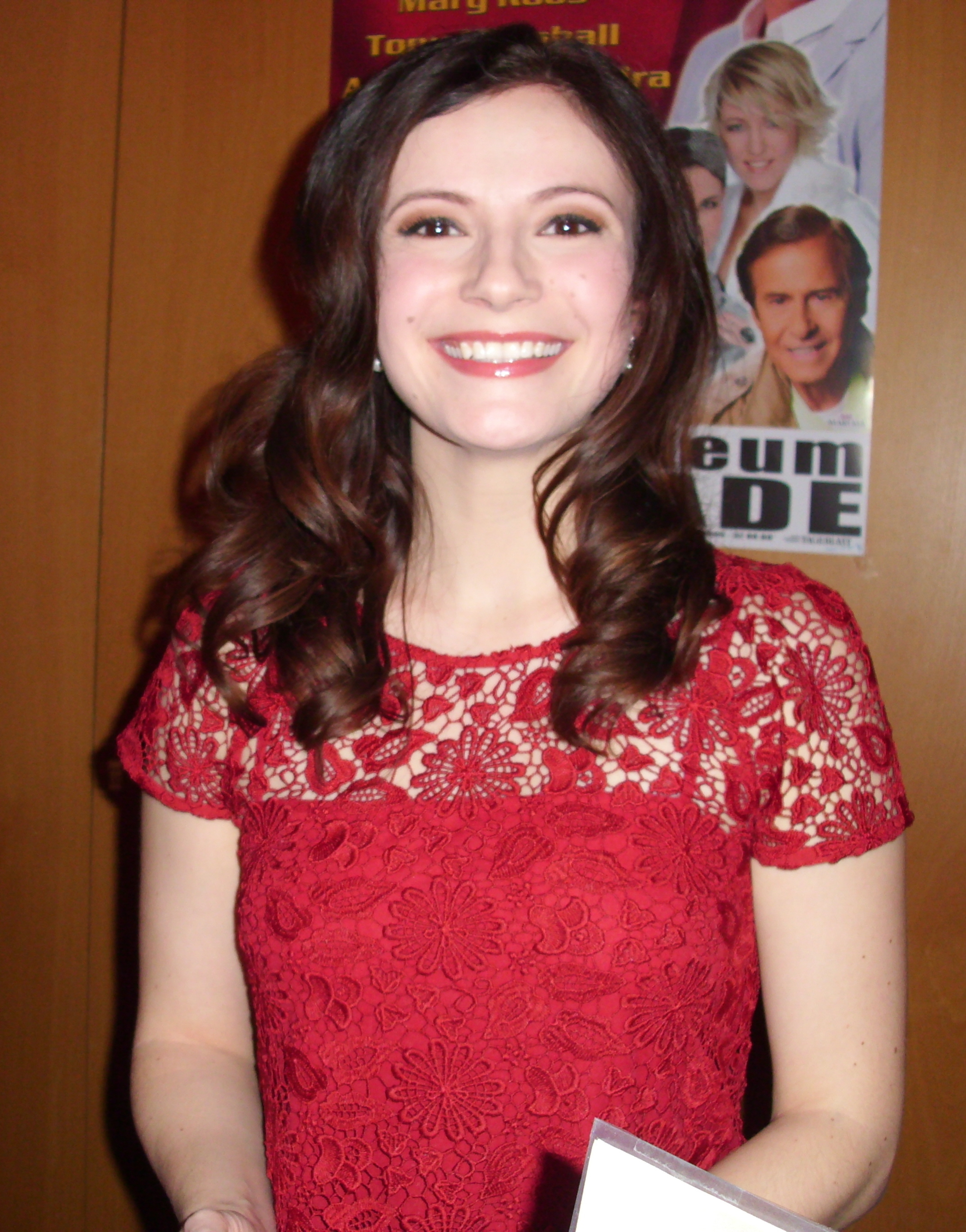
Ilka Wolf (2014)

Ilka Wolf (* 12. Juli 1986 in Wolmirstedt) ist eine deutsche Sängerin und Musicaldarstellerin.

## Leben
Mit zwei Jahren zog sie mit ihrer Familie nach Karl-Marx-Stadt. Ab der ersten Klasse nahm sie Akkordeon-Unterricht, ab der dritten Klasse Unterricht im klassischen Gesang, ab der vierten Klasse Klavier. Im Gymnasium sang sie bis zum Abitur im Schulchor.
Mit 15 Jahren begann Ilka Wolf mit Ballett- und Jazzunterricht im Studio W.M. Chemnitz, im gleichen Jahr bekam sie ihr erstes Engagement am Opernhaus Chemnitz als 1. Genius in „Der Zweyte Theil der Zauberflöte“.
Im Jahr 2003 spielte sie eine Studentin in „Fame – das Musical“, ebenfalls am Chemnitzer Opernhaus. 2005 absolvierte sie ihr Abitur und studierte ein Jahr lang an der TU Dresden Germanistik und Tschechisch. Ein Jahr später erhielt sie ein Engagement als Tänzerin im Eduard-von-Winterstein-Theater in Annaberg-Buchholz. Danach absolvierte sie an der Joop van den Ende Academy in Hamburg eine dreijährige Ausbildung, die sie mit der Bühnenreifeprüfung als staatlich anerkannte Musicaldarstellerin beendete.
Bereits während ihrer Ausbildung bekam sie mit „Frenchy“ ihre erste Solorolle in der Deutschlandtournee des Musicals „Grease“, worauf weitere Engagements am Alten Schauspielhaus Stuttgart folgten, z. B. im Musical „Blue Jeans“ oder als Schauspielerin in „La Strada“.
In dieser Zeit nahm sie die ersten Titel ihres Debüt-Albums „Einfach Liebe“ auf, von dem die 1. Single-Auskopplung „Tatsächlich Liebe“ auf Platz 1 der konservativen Airplay-Charts landete. Das Album wurde am 10. Mai 2013 veröffentlicht. 2014 trat sie bei vier großen Schlagerparaden in Hannover, München, Köln und Hamburg auf und begleitete den französischen Pianisten Richard Clayderman bei seiner „Romantique Tour“ in mehreren deutschen Städten.
Fernsehauftritte hatte sie u. a. in der Sendung „Die Schlager des Jahres 2013“, moderiert von Bernhard Brink, sowie dreimal in der Livesendung „Immer wieder Sonntags“ mit Stefan Mross (2013, 2014, 2015). Im Dezember 2014 ging sie ebenfalls mit Stefan Mross und anderen Künstlern unter dem Motto „Immer wieder Weihnacht“, so wie „Überall ist Weihnachten“ auf Tournee. Im gleichen Monat präsentierte sie die Veranstaltung  „Winterzauber“ in mehreren Städten.
Vom 26. bis 28. Januar 2016 nahm sie an einer dreitägigen Kreuzfahrt von Kopenhagen nach Oslo mit mehreren deutschsprachigen Gesangskünstlern teil. Der dänische TV-Sender dk4 zeichnete die musikalischen Darbietungen für sein Programm auf. An Bord stellte sie u. a. auch ihre Single „Kalt, warm, heiß!“ erstmals öffentlich vor.

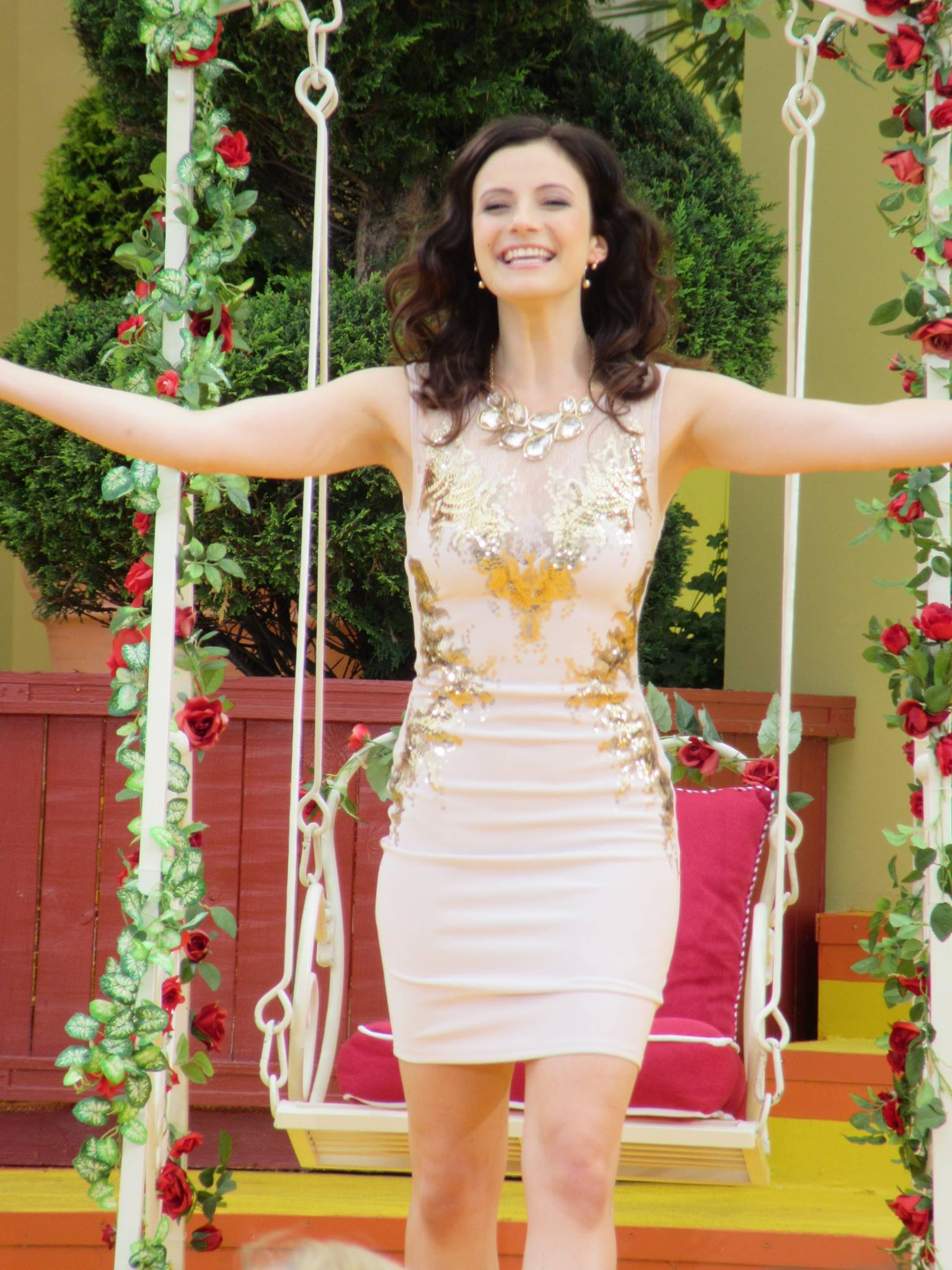
Ilka Wolf in der TV-Sendung Immer wieder Sonntags (2014)

## Auszeichnungen und Preise
Im Juli 2014 erhielt sie den Musikpreis „Apollo“ im Newcomer Voting von Schlagerportal.com.

## Diskografie

### Studioalben
- Einfach Liebe (Erstveröffentlichung: 10. Mai 2013)

### Singles
- Tatsächlich Liebe (Erstveröffentlichung: 14. Dezember 2012)
- Du sollst es sein (Erstveröffentlichung: 22. März 2013)
- Lass uns lieben (Erstveröffentlichung: 14. Juni 2013)
- Küss mir den Regen von der Seele (Erstveröffentlichung: 4. Oktober 2013)
- Alles Deins (Erstveröffentlichung: 26. Juni 2015)
- Kalt, warm, heiß! (Erstveröffentlichung: 29. Januar 2016)